# Diocesi di Costantina (Osroene)
La diocesi di Costantina (in latino Dioecesis Constantiniensis) è una sede soppressa del Patriarcato di Antiochia e una sede titolare della Chiesa cattolica.

## Storia
Costantina, identificata con Viranşehir in Turchia, è un'antica sede episcopale della provincia romana dell'Osroene nella diocesi civile d'Oriente. Faceva parte del patriarcato di Antiochia ed era suffraganea dell'arcidiocesi di Edessa, come attestato in una Notitia episcopatuum del VI secolo.
Sono diversi i vescovi attribuiti a questa sede, conosciuta in Oriente anche con il nome di Tella.
Il primo noto è Bathes che prese parte al primo concilio di Costantinopoli nel 381. Eusebio visse agli inizi del V secolo ed è menzionato negli atti del primo sinodo della Chiesa d'Oriente del 410. Sofronio è documentato in diverse occasioni: prese parte al sinodo di Antiochia del 445, durante il quale fu giudicato l'operato di Atanasio di Perre; partecipò al concilio di Efeso del 449 e a quello di Calcedonia del 451; infine sottoscrisse nel 458 la lettera dei vescovi dell'Osroene in seguito all'uccisione del patriarca Proterio di Alessandria
Le Quien riporta in seguito il vescovo Paolo, che fu cacciato dalla sua sede, verso la fine del V secolo, dall'imperatore Zenone, su istigazione di Pietro Fullo. Baradades, vissuto tra V e VI secolo, si distinse per la santità di vita e per l'influenza che ebbe sui re di Persia. A lui succedette probabilmente il vescovo Giovanni, monofisita, che era già sulla sede nel 503, partecipò al sinodo di Sidone del 512 e fu esiliato dall'imperatore Giustino I nel 518; nel 533 partecipò alla disputa tra ortodossi e monofisiti severiani a Costantinopoli; in seguito finì in prigione e morì verso il 538.
Tommaso partecipò al concilio ecumenico di Costantinopoli del 553. Probabilmente lo stesso vescovo è menzionato in una iscrizione datata al 542. Infine, Zaccheo fu installato come vescovo dal re persiano Cosroe II nel 622.
L'epigrafia ha restituito i nomi di altri tre vescovi di Costantina: Sergio, di epoca ignota; Abramo, vissuto a metà del V secolo; e Samuele, la cui iscrizione è datata al 513/514.
La comunità cristiana riuscì a sopravvivere a tutti gli avvenimenti politico-militari che coinvolsero la regione e all'occupazione araba: una cronotassi di vescovi giacobiti è riportata dalle fonti almeno fino al XIII secolo.
Dal XVII secolo Costantina è annoverata tra le sedi vescovili titolari della Chiesa cattolica; la sede è vacante dal 20 aprile 1979.

## Cronotassi

### Vescovi greci
- Bathes † (menzionato nel 381)
- Eusebio † (inizio del V secolo)
- Sofronio † (prima del 445 - dopo il 458)
- Abramo † (metà del V secolo)
- Paolo † (fine V secolo esiliato)
- Baradades † (menzionato nel 502/503)
- Samuele † (menzionato nel 513/514)
  - Giovanni † (prima del 503 - 518 deposto) (vescovo monofisita)
- Tommaso † (prima del 542 ? - dopo il 553)
- Zaccheo † (menzionato nel 622)
- Sergio †

### Vescovi titolari
- Francesco Sperelli † (13 settembre 1621 - 22 luglio 1631 succeduto vescovo di San Severino)
- Daniel Vitus Nastoupil (Nastaupill, Hapstampsel) † (15 dicembre 1664 - 21 novembre 1665 deceduto)
- José Henrique Correa da Gama † (30 luglio 1727 - ?)
- Giulio Benzo † (23 giugno 1828 - 18 novembre 1856 deceduto)
- Edward Barron † (3 ottobre 1842 - 2 marzo 1844 nominato vescovo titolare di Eucarpia)
- Joseph Rabbani † (14 dicembre 1947 - 24 febbraio 1951 nominato arcivescovo titolare di Nacolia)
- Josef Hiltl † (28 aprile 1951 - 20 aprile 1979 deceduto)